# Jean-Yves Le Drian
Jean-Yves Le Drian (francoska izgovorjava: [ʒɑ.iv lə.dʁi (j) ɑ.]; francoski politik; * 30. junij 1947, Lorient, Francija.
Med letoma 2017 in 2022 je bil na položaju ministra za Evropo in zunanje zadeve Francije. Pred tem je bil med letoma 2012 in 2017 obrambni minister pod predsednikom Françoisom Hollandom. Emmanuel Macron ga je 17. maja 2017 imenoval za zunanjega ministra v prvi vladi Philippa. Je nekdanji član Socialistične stranke, od leta 2018 pa neodvisen.

## Družina in izobraževanje
Jean-Yves Le Drian se je rodil v Lorientu staršema Jeanu in Louisette, pripadnikoma delavskega razreda, ki sta bila aktivna člana Mladih krščanskih delavcev (Jeunesse ouvrière chrétienne, JOC). Študij je zaključil na Univerzi v Rennesu 2, kjer je bil aktivist združenja Étudiants de France (UNEF). Sprva je bil aktiven v Bretonski demokratični zvezi (UDB), maja 1974 se je pridružil Socialistični stranki (PS). 

## Politična kariera

### Zgodnje funkcije
Leta 1977 je zasedel mesto podžupana Lorienta; eno leto kasneje, pri 30 letih, je postal poslanec državnega zbora za Morbihan. Služboval je do leta 1993 in nato še med letoma 1997 in 2007. Leta 1981 je postal župan Lorienta in funkcijo opravljal do leta 1988; od leta 1991 do 1992 je bil tudi državni sekretar za morje pri predsedniku Françoisu Mitterrandu.
Na regionalnih volitvah leta 2004 je na čelu liste Bretagne à gauche, Bretagne pour tous (PS-PCF-PRG-Les Verts-UDB) osvojil 58,66 % glasov v drugem krogu volitev in skupno 58 sedežev v regionalnem svetu Bretanja . Vsled tega je postal predsednik Regijskega sveta Bretanje. Oktobra 2010 je postal predsednik Konference perifernih pomorskih regij Evrope (CPMR).

### Minister za obrambo
16. maja 2012 je bil imenovan za ministra za obrambo pri predsedniku Françoisu Hollandu. Vodil je takratni umik francoskih vojakov iz Afganistana in napotitev francoskih vojakov v severni Mali in operacijo Barkhane. Pripisujejo mu tudi vodilno vlogo pri francoskem izvozu orožja, zakar so bile sklenjene milijarde evrov poslov, vključno s prvim izvozom lovskega letala Dassault Rafale.
Le Drian je 23. marca 2017 podprl kandidaturo Emmanuela Macrona za predsednika republike. Po njegovi zmagi na predsedniških volitvah je Macron za zunanjega ministra v vladi imenoval Le Driana.

### Minister za evropske in zunanje zadeve
Le Drian je ostal na položaju, ko je bila ustanovljena druga vlada premierja Philippeja; 8. marca 2018 je uradno izstopil iz Socialistične stranke.
Avgusta 2019 je Le Drian pozval hongkonške oblasti, naj ponovno vzpostavijo dialog s hongkonškimi protestniki, da bi našli mirno rešitev takrat še trajajoče krize. 9. oktobra 2019 je Le Drian obsodil enostransko turško operacijo na severovzhodu Sirije in izjavil, da turški vojaški vdor "ogroža varnostna in humanitarna prizadevanja koalicije proti Islamski državi in predstavlja tveganje za varnost Evropejcev".
Med 3. in 4. septembrom 2021 je bil na uradnem obisku v Sloveniji, kjer je na povabilo ministra Anžeta Logarja sodeloval tudi na posvetu slovenske diplomacije za povezano, enotno in odporno EU.